# Dagworth
Dagworth is een plaats in het Engelse graafschap Suffolk. Dagworth komt in het Domesday Book (1086) voor als Dagawarda of Dagaworda.